# W61S
Cyber‐shotケータイ W61S（サイバーショットケータイ ダブリュ61エス）は、ソニー・エリクソン・モバイルコミュニケーションズ（現：ソニーモバイルコミュニケーションズ）が日本国内向けに開発したauブランドを展開するKDDIおよび沖縄セルラー電話のCDMA 1X WIN対応携帯電話。

## 特徴
サイバーショットケータイと銘打った携帯電話で、先行して発売するNTTドコモ向けのSO905iCSがほぼ同等の機種である。au向け携帯電話のカメラ機能としては初めての光学3倍ズームや、顔検出オートフォーカスが採用された。同じソニーエリクソンのW54Sと同じく、auの新プラットフォーム「KCP+」を採用し、高速通信規格EV-DO Rev.A等に対応している。
兄弟機 SO905iCSとの相違点
SO905iCSで対応し、W61Sで対応しない機能
- +JOG
- 国際ローミング機能
- パノラマ撮影機能

W61Sで対応し、SO905iCSで対応しない機能
- Bluetooth[1]
- ワンセグ[1]
- 地上デジタル音声放送実用化試験
- フォトビューワ機能[1]
- AV出力機能[1]

また、SO905iCSはカメラのレンズカバーの開閉でカメラ機能の起動や終了が可能だが、W61Sでは自動レンズカバーを備え、カメラ起動や終了操作に連動して自動でレンズカバーが開閉する。
愛称名が付与された端末（「AQUOSケータイ」など）に専用デザインの外箱・持ち帰り用袋を用意するというのはauではよく見られるケースではあるが、本機種も同様に外箱・持ち帰り用袋はauの標準デザイン（オレンジと白のツートンカラー）ではなく、本家サイバーショットの外箱デザインに似せた本機種専用のデザインとなっている。

## 沿革
- 2007年12月25日 技術基準適合証明（TELEC）認証
- 2008年1月25日 電気通信端末機器審査協会（JATE）認定
- 2008年1月28日 KDDIより発表
- 2008年2月14日 Bluetooth認定
- 2008年5月3日 全国にて一斉発売
- 2008年7月19日 新色としてリフレクションゴールドとルミナリーピンクが追加[3]

## 対応サービス
- au LISTEN MOBILE SERVICE（ビデオクリップ・LISMO Video・オーディオ機器連携(LISMO Port)対応）
- EZナビウォーク（声de入力・3D対応）
- EZ助手席ナビ
- 安心ナビ
- 災害時ナビ
- 緊急通報位置通知
- EZ FeliCa
  - FeliCa用メモリ
    - エリア0=749BL
    - エリア1=246BL
- EZチャンネルプラス
- EZケータイアレンジ
- PCサイトビューアー
- EZアプリ(BREW)
  - EZアプリ「Full Game!」にも対応
- オープンアプリプレイヤー
- デコレーションメール
- 絵しゃべりメール
- ラッピングメール
- Touch Message
- Bluetooth（A2DP、SCMS-Tに対応）
- 赤外線通信
- au Smart Sports
- USB充電対応
- USBクレードル通信対応
- USB 2.0ハイスピード通信対応
- TV出力
- テレビ電話

ほか

## 不具合
- 2008年6月19日に以下の不具合の修正がケータイアップデートにより行われた[4]。

電源OFFの状態で充電すると電源が入らなくなる場合がある。
キー操作が利かなくなる場合がある。
待受け時間が短くなる場合がある。
Eメール着信音が設定した音量より小さくなる場合や、Bluetoothを使用した音楽コンテンツの再生時に音飛びする場合がある。
EZwebの接続やEメールの通信に失敗する場合がある。
- 2008年7月25日に以下の不具合の修正がケータイアップデートにより行われた[5]。

EZweb利用中に電源のリセットやキー操作を受付けない状態になる場合がある。
EZwebの接続やEメールの通信に失敗する場合がある。
カメラを起動中に電源がリセットする場合がある。
電池残量レベルが正しく表示されない場合がある。
- 2008年8月29日に以下の不具合の修正がケータイアップデートにより行われた[6]。

特定条件下でケータイサイトの会員登録や登録済サイトへの接続ができない場合がある。
- 2008年10月27日に以下の不具合の修正がケータイアップデートにより行われた[7]。

2画面状態でケータイサイトのページ更新を行うと、電源のリセットやキー操作を受付けない状態になる場合がある。
会員登録済の特定サイトにおいて、初期値が入力項目に表示されない場合がある。
- 2009年1月27日に以下の不具合の修正がケータイアップデートにより行われた[8]。

待受画面のショートカットメニューを削除すると電源のリセットやキー操作を受付けない状態になる場合がある。
節電機能が正しく動作しない場合がある。
- 2009年3月27日に以下の不具合の修正がケータイアップデートにより行われた[9]。

キーの長押し (1秒以上)が機能しない場合がある（1/27配信のアップデートにより発生）
プロフィール画面が正しく表示されない場合がある
- 2009年6月3日に以下の不具合の修正がケータイアップデートにより行われた[10]。

アラームが鳴動しない場合がある
microSDメモリカード内の動画が再生できない場合がある
- 2009年12月17日に以下の変更と不具合の修正がケータイアップデートにより行われた[11]。

ケータイサイトの会員登録や登録済サイトへの接続がごく稀に正しくできない場合がある
SSLサイトで大きなファイルアップロードを行うと時々接続が切断される場合がある
マルチプレイウィンドウにて「データフォルダ」と「microSDデータフォルダ」を同時起動しようとした場合に表示されるポップアップ画面の内容を変更
- 2011年6月9日に以下の変更がケータイアップデートにより行われた[12]。

通話品質の改善を目的とした基地局との通信の最適化